# Транзиентная эластография

Эластограмма распространения сдвиговых волн, полученная с использованием метода транзиентной эластографии VCTE в нормальной печени (вверху) и в цирротической печени (внизу). Жёсткость печени значительно выше в цирротической печени.

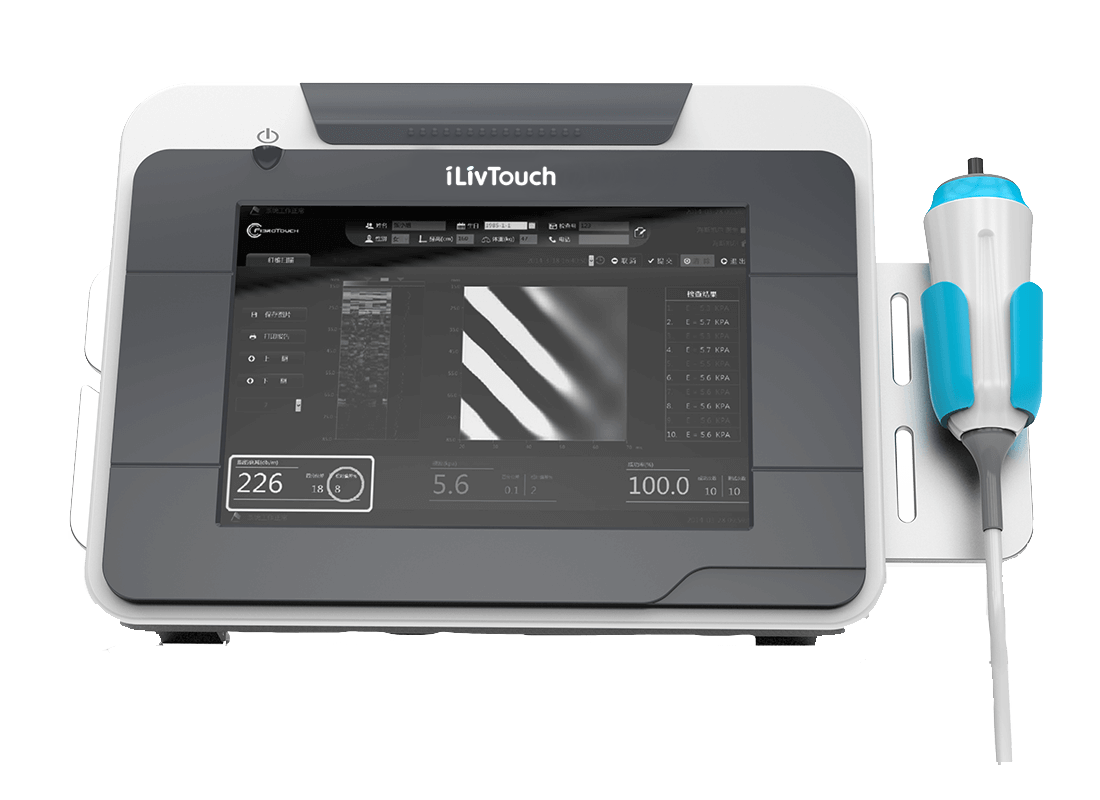
Портативный прибор для диагностики печени ILivTouch

Транзиентная эластография (англ. Transient Elastography, TE) — метод диагностики, который отображает упругие свойства и жесткость мягких тканей. Транзиентная эластография (ТЭ) позволяет получить одномерное (то есть линейное) отображение жесткости ткани.
Методика заключается в формировании так называемой сдвиговой волны в определённом органе и измерении скорости её распространения. Сдвиговая волна формируется специальным датчиком, в котором имеется источник механических колебаний и который позиционируется на поверхности тела пациента, в области проекции интересующего органа. При нажатии на кнопку механические колебания датчика передаются в ткани органа и формируют в нём сдвиговые волны. Скорость распространения сдвиговых волн зависит от жёсткости тканей органа.
Этот метод используется в основном системами ILivTouch и Fibroscan, которые используется для диагностики степени фиброза и стеатоза печени. Из-за известности бренда Fibroscan многие клиницисты просто называют транзиентную эластографию «Фибросканирование».
Транзиентная эластография первоначально называлась импульсной эластографией с временным разрешением, когда она была введена в конце 1990-х годов. Техника основана на кратковременной механической вибрации, которая используется для наведения поперечной волны в ткани. Распространение поперечной волны отслеживается с помощью ультразвука, чтобы оценить скорость поперечной волны, из которой определяется модуль Юнга, исходя из гипотезы однородности, изотропии и чистой эластичности (E = 3ρV²). Важным преимуществом переходной эластографии по сравнению с методами гармонической эластографии является разделение поперечных волн и волн сжатия. Техника может быть реализована в 1D и 2D, что потребовало разработки сверхбыстрого ультразвукового сканера. Специальная реализация 1D транзиентной эластографии, называемая VCTE, была разработана для оценки средней жесткости печени, которая коррелирует с фиброзом печени, оцененным биопсией печени. Этот метод реализован в устройствах под названием FibroScan и iLIvTouch которые также могут оценивать контролируемый параметр ослабления, который является хорошим суррогатным маркером стеатоза печени. 